# Free Software Directory
Free Software Directoryとは、フリーソフトウェア財団（Free Software Foundation, FSF）のプロジェクトである。自由なオペレーティングシステム、とりわけGNUオペレーティングシステム（GNU Hurd）とLinuxで稼動する自由ソフトウェアを一覧化するプロジェクトである。
かつてはUNESCOとの関係があったが、現在では提携は解消されている。
自由ソフトウェアを焦点に当てた他のウェブディレクトリとは異なり、Free Software Directoryのスタッフは当ディレクトリに記録されているソフトウェアのライセンスを検証している。

## 登録データの拡大範囲及び利用状況
同ディレクトリは自由ソフトウェアの共有に着目した評価資料として利用されている。例えば2002年9月のデータによると、全1550エントリ中、GPLなソフトウェアは1363（全体の87.9%）、LGPLなものは103（6.6%）、BSDまたはBSDライクなライセンスのものは32（2.0%）、Artistic Licenseなものは29（1.9%）、MIT Licenseなものは5（0.3%）エントリとなっている。
2009年9月1日までで、ディレクトリには6,000パッケージが記録されており、2011年10月に同ディレクトリが新たに更新されて再び立ち上げられた後、その数は6,500にまで膨れ上がっている。一覧に掲載されている全てのパッケージは「任意のコンピュータ利用者が自由にダウンロード、実行そして共有できる。各エントリーは個別にチェックかつテストされており、（中略）そのためこのディレクトリで見つかる任意のプログラムは完全に自由ソフトウェアであり（中略）フリーなドキュメントが添付されており、独占的なソフトウェアは一切必要としないことが保証されている。」
いくつかの科学出版物にて同ディレクトリについての批評または言及がなされている。とりわけ2011年9月以前の同ディレクトリについての重要な批評の中で、次のような指摘がある。当該ディレクトリは「フリーなオペレーティングシステムで稼動するソフトウェアのみを対象としている。このFSF/UNESCO Free Software Directoryというのはまた共同作業プロジェクトであり、利用者自身がエントリーの入力と更新を行えるウェブ・インタフェースを提供している。」
また同ディレクトリに対する批判的な論評のうち、次のような指摘が挙がっている。「このディレクトリは様々なテキストベースのメタデータ、例えばある特定のソフトウェア群が依存するコンポーネントの情報など、を利用して使用可能なソフトウェアを評価する」一方、「それら依存関係の情報はソフトウェアの名称でただ一覧化されているだけで、実際にその依存するコンポーネントの頒布先の確認やそれを実際に取得するのは利用者自身に任されている。これは残念なことである。」
他方、ライセンスに関してこのディレクトリの正確性を認める評価もある。
2011年9月、Free Software DirectoryはMediaWikiならびにSemantic MediaWiki拡張を利用するウィキサイトに再編された。その目的は、コンテンツをユーザ自身が直接追加、変更できるようにするためである。
Semantic MediaWikiは「人間ならびにデータマイニングを処理するプログラムの双方にとって可読性が高くなるよう構成された、高度な検索能力と高度な表現能力」を機能追加することで同ディレクトリにセマンティック・ウェブ・テクノロジーを提供する役割を担う。
このディレクトリの新しいバージョンは、セマンティクスを平易なものとしかつそれをサポートするよう設計され、同時に自由ソフトウェアの情報を集積するディレクトリと言える。「拡張性が高く柔軟なカテゴリ分けのシステムに加え、40,000以上のキーワードと40以上のそれぞれ異なる分野の情報があり、このことが単純検索機能と高度検索機能の双方をより良いものとする。」

## UNESCO
リチャード・ストールマンへのインタビューより引用する。:

Do you or the FSF still have a relationship with UNESCO?
Not anymore.
Why not? What changed or happened?
I don’t know for certain, but I heard a rumor that Bush made UNESCO drop its support for free software when the US rejoined UNESCO.
Bush has a long history of supporting Microsoft. For instance, he let Microsoft off the hook of its second US felony conviction, with an agreement that gave an appearance of restraining Microsoft, but in practical fact had no effect on it. I’ve heard that this was payback for campaign contributions.
This practice continues. The US Trade Representative has pressured some other governments to be Microsoft customers, and just recently the administration told various US agencies to support Microsoft’s bid to fast-track OOXML as an ISO standard.

参考訳:

あなたもしくはFSFは未だにUNESCOと関係を持っているのですか?
今や全くありません。
なぜですか? 何か変わったことや事件が起こったのですか?
はっきりとは分かりませんが、米国がUNESCOに再参加した際に（以前国連大使だった）ブッシュがUNESCOに自由ソフトウェアのサポートをやめるよう迫ったという噂を聞きました。
ブッシュには長年マイクロソフトの支援を受けている歴史があります。例えば、彼はマイクロソフトを制限するような素振りを見せつつ、その実何の効果もない合意を振りかざして、マイクロソフトの米国における2番目に大きい罪を黙認しています。これはキャンペーン活動貢献への見返りではないかとも聞いたことがあります。
この活動は続いています。USTRは、ほか各国政府にマイクロソフトの顧客になるよう圧力を加えていますし、ちょうど最近においても、当局は米国の様々な政府機関に、OOXMLをISO標準にする近道として、マイクロソフトの入札を支援するよう通達しています。

他方、2009年11月時点では、Free Software DirectoryはUNESCOの"Free & Open Source Software Portal"ウェブサイトから直接リンクされていた。